# Benedetto da Maiano

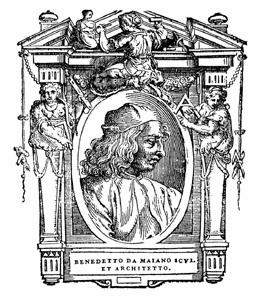
Ritratto ne Le Vite

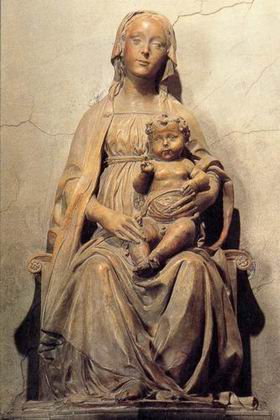
Madonna dell'Olivo (1480 circa), cattedrale di Prato

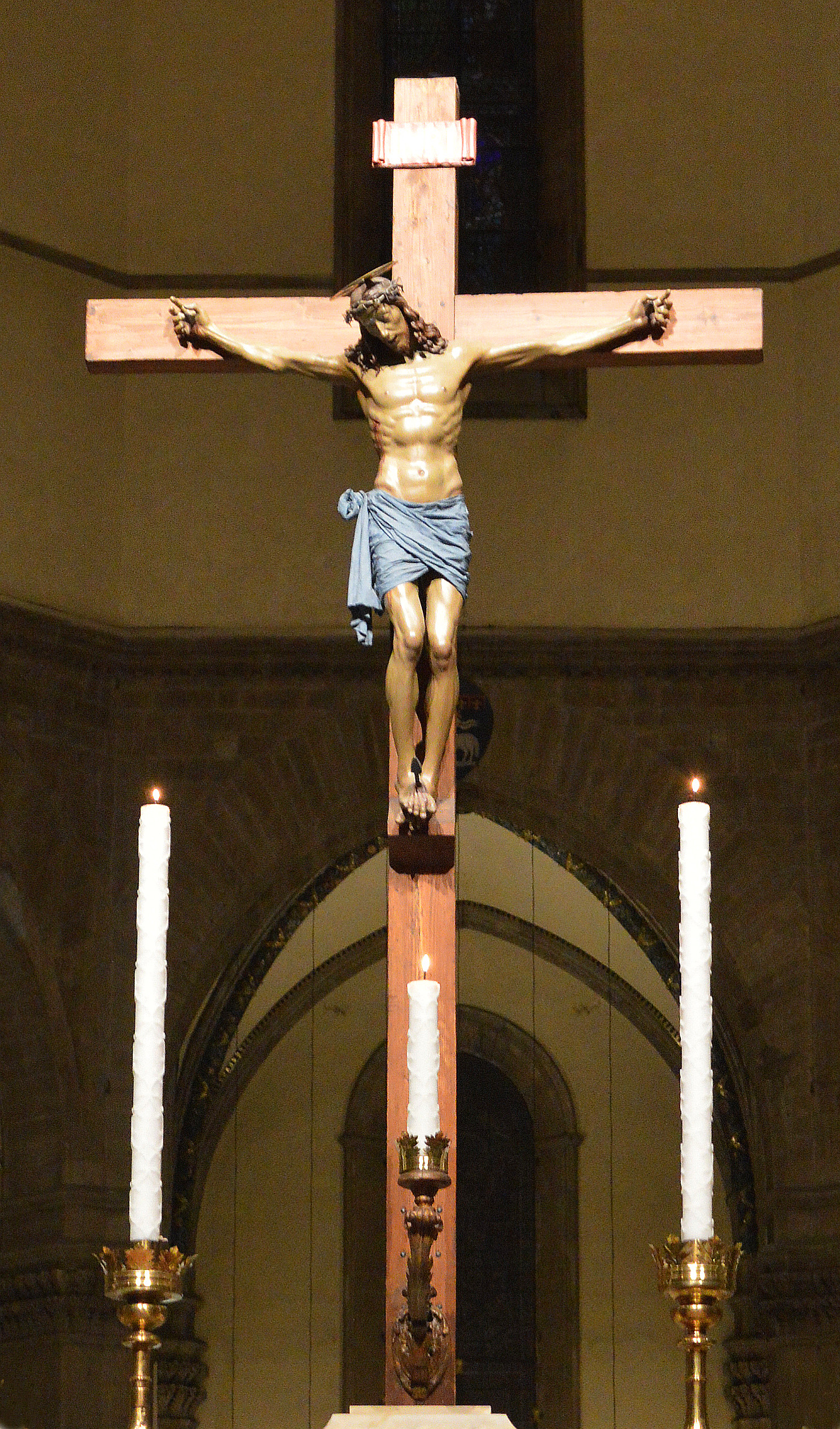
Crocifisso (1495 circa), cattedrale di Santa Maria del Fiore a Firenze

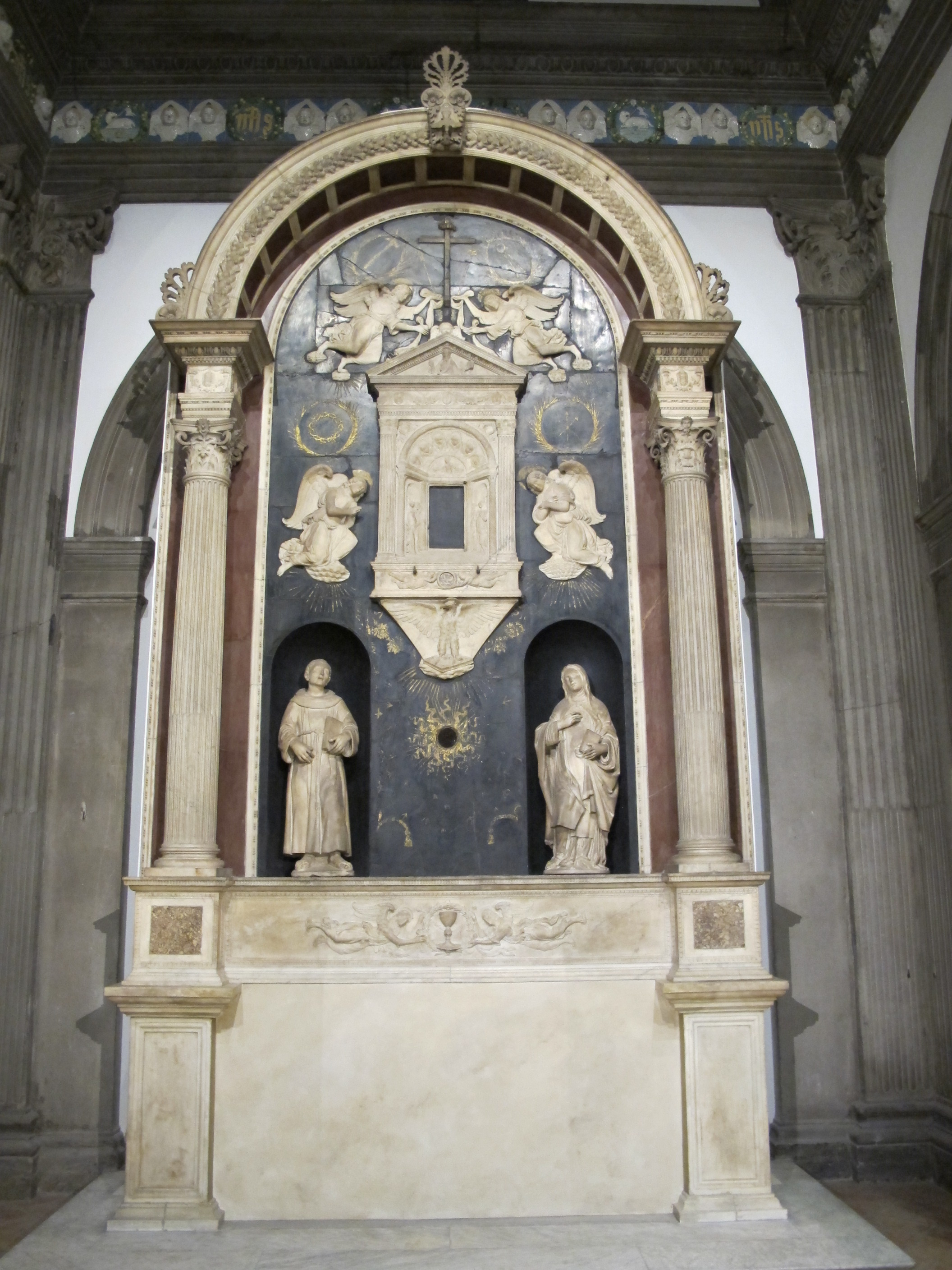
Benedetto da Maiano e Leonardo del Tasso, Ancona dell'altare maggiore (1493-1497), ex chiesa di Santa Chiara a Firenze

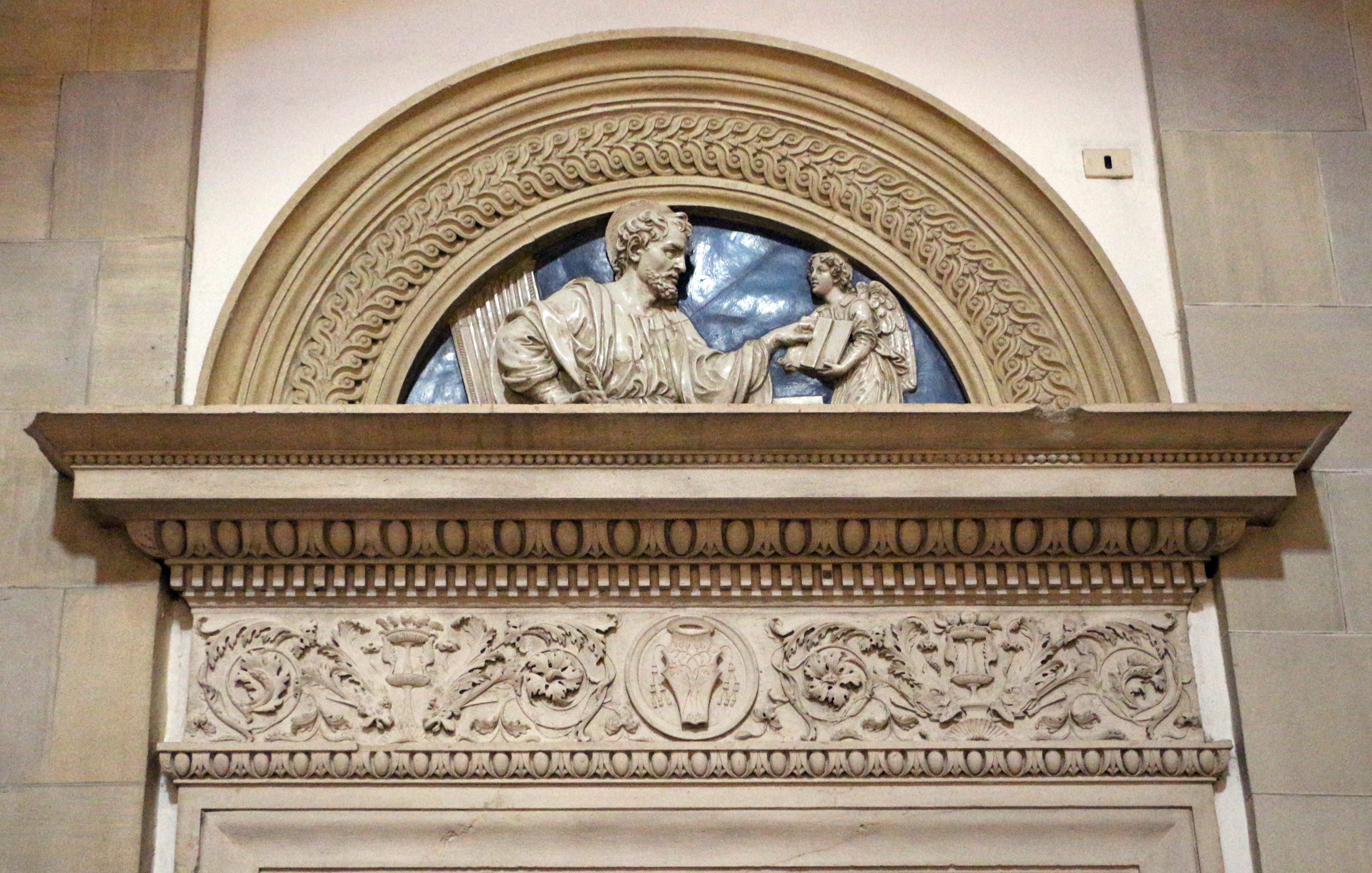
Lunetta di San Matteo, 1481, Santuario della Santa Casa di Loreto.

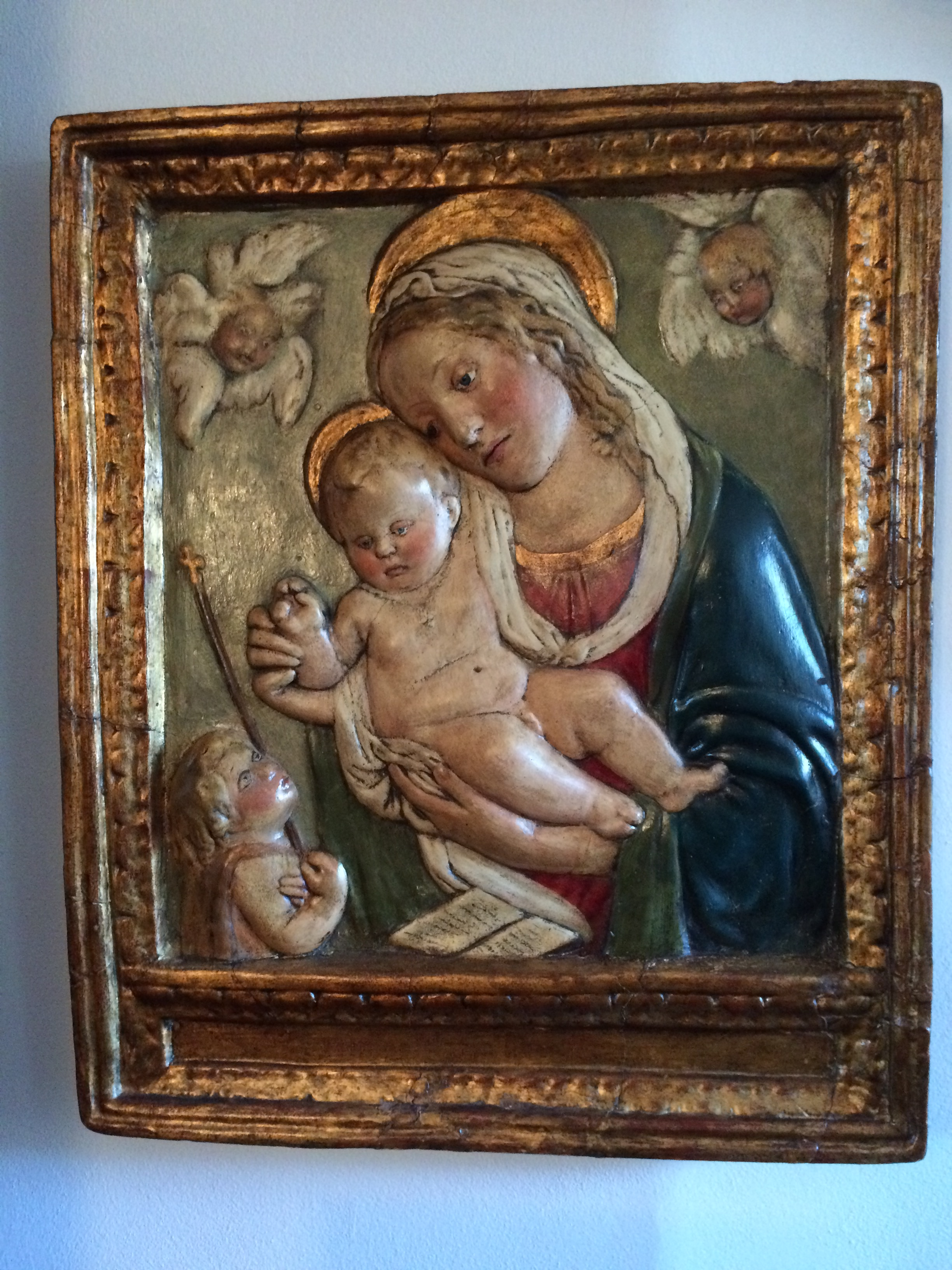
Bottega di Benedetto da Maiano, Madonna col Bambino e San Giovannino

Benedetto da Maiano, anche noto come Benedetto di Leonardo (Maiano, 1442 – Firenze, 24 maggio 1497), è stato un architetto e scultore italiano.

## Biografia
La sua formazione artistica si compì all'interno della sua famiglia, grazie alla guida del padre intagliatore Leonardo d'Antonio ed al contatto con i due fratelli Giuliano da Maiano e Giovanni.
Iniziò l'attività artistica come scultore, soprattutto di legno intagliato, e con questa tecnica divenne presto famoso, tanto da decorare i soffitti di Palazzo Vecchio a Firenze. Nella scultura su pietra, le sue prime opere risentono dell'influsso di Bernardo Rossellino e dei modelli classici, come evidenziato dall'Arca di san Savino presente nel duomo di Faenza.
Fra le testimonianze più famose della sua arte l'altare di Santa Fina nella collegiata di San Gimignano, e il pulpito di Santa Croce a Firenze. Quest'ultimo è a base pentagonale, addossato a un pilastro e con quattro lastre scolpite che narrano la vita di san Francesco, scandite da colonnine sulle quali si trovano dei dadi brunelleschiani e un fregio di ispirazione classica; sulle mensole più in basso si trovano le Virtù, di grande plasticità.
Autore con Sandro Botticelli e Baccio Pontelli dei disegni che fungono da modello alla complessa decorazione intarsiata che arricchisce le pareti dello studiolo di Federico da Montefeltro, nel Palazzo Ducale a Urbino. 
Negli anni settanta del Quattrocento fu uno degli scultori più richiesti a Firenze, grazie al suo stile morbido e armonico, dove convivevano in giusta misura il naturalismo, l'idealizzazione e il virtuosismo tecnico. Ricevette importanti commissioni, soprattutto di busti per l'aristocrazia cittadina, tra cui spiccano il busto di Pietro Mellini (1474) e quello di Filippo Strozzi (1476). La Madonna dolente busto in terracotta policroma dell'ultimo decennio del XV secolo, è conservato al Museo civico Amedeo Lia a La Spezia. 
All'inizio degli anni '80 è attivo al Santuario della Santa Casa di Loreto.
Dal 1485 al 1489 si trasferì a Napoli per realizzare il monumento di Maria d'Aragona nella Cappella Piccolomini e una pregevole Annunciazione nella Cappella Correale in Sant'Anna dei Lombardi.
È una sua opera architettonica anche il porticato della chiesa di Santa Maria delle Grazie ad Arezzo.
Lavorò spesso con il fratello maggiore Giuliano da Maiano.
Fu famoso anche per le sue tarsie, tanto che il Vasari, che pone il momento più importante di quest'arte nella Firenze del Quattrocento, scrive nelle sue Vite de' più eccellenti pittori, scultori e architetti: "Le migliori cose che in questa spezie già si facessero furono in Firenze nei tempi di Filippo di ser Brunellesco e poi di Benedetto da Maiano".

## Opere scelte
- Arezzo
  - Loggia della chiesa di Santa Maria delle Grazie
- Berlino, collezione di sculture al Bode-Museum
  - La visione del papa Innocenzo III, 1472 – 1475 circa.
  - Base con tre cherubini, 1475 circa.
  - Madonna intronizzata con il Bambino, 1480 circa.
  - Busto di Filippo Strozzi il Vecchio.
  - Lunetta a forma di scudo con l'arme dei Gherardi.
  - Busto del Cardinale Raffaele Riario (attribuito).
- Budapest, Szépművészeti Múzeum
  - Cristo e la Samaritana al pozzo.
- Duomo di Faenza
  - Arca di San Savino.
- Firenze
  - Cattedrale di Santa Maria del Fiore: Crocifisso (1495 circa).[4]
  - Chiesa della Misericordia: San Sebastiano.
  - Museo nazionale del Bargello: 
    - Busto di Pietro Mellini, scultura marmorea (1474).
    - Gruppo di musicisti.

  - Palazzo Vecchio: San Giovanni Battista.
  - Basilica di Santa Croce:
    - Pulpito, 1481 circa.[5]
    - Portale principale.

  - Basilica di Santa Maria Novella:
    - Madonna col Bambino.
    - Tomba di Filippo Strozzi il Vecchio.

  - ex chiesa di Santa Chiara (Galleria Pio Fedi): Ancona dell'altare maggiore (con Leonardo del Tasso, 1493-1497)
  - Basilica di Santa Trinita: Santa Maria Maddalena.
- Basilica della Santa Casa di Loreto
  - Lavabo nella sagrestia di San Giovanni, verso 1480[6]
  - Lunetta di San Matteo, in terracotta invetriata per il portale della Sacrestia omonima[6], 1481
  - Lunetta di San Luca, in terracotta invetriata per il portale della Sacrestia omonima[6],1481
  - Lunetta di San Giovanni, in terracotta invetriata per il portale della Sacrestia omonima[6],1481 (perduta, oggi copia in gesso)
  - Lunetta di San Marco, in terracotta invetriata per il portale della Sacrestia omonima[6],1481 (perduta, oggi copia in gesso)
- Lione, museo delle Belle Arti
  - Madonna col bambino (copia in legno policroma della Madonna col Bambino in marmo di Washington)
- Mercatello sul Metauro Chiesa di S. Francesco
  - medaglioni con Federico da Montefeltro e Ottaviano Ubaldini (parete di controfacciata)
- Parigi
  - Museo Jacquemart-André:
    - Madonna col Bambino.

  - Museo del Louvre:
    - Busto di Filippo Strozzi, scultura marmorea (1476 circa).
    - Madonna col Bambino (attribuito).
- Cattedrale di Prato
  - Madonna dell'Olivo (1480 circa).
- San Gimignano: 
  - Altare nella Cappella di Santa Fina della Collegiata.
  - Arca di San Bartolo nella Chiesa di Sant’Agostino.
- San Pietroburgo, Ermitage
  - Busto di un uomo sconosciuto.
- Siena, Basilica di San Domenico
  - Ciborio marmoreo e due angeli.
- Washington, National Gallery of Art
  - Madonna col Bambino, 1475 circa
  - San Giovanni Battista, 1480 circa.
- Napoli, Chiesa di Sant'Anna dei Lombardi
  - Tomba della Duchessa Maria d'Aragona (cominciata da Antonio Rossellino).
  - Altare dell'Annunzazione nella Cappella Correale.
- Oppido Mamertina, Museo Diocesano di Oppido Mamertina
  - Statua di San Sebastiano.